# الفقاعة المحلية

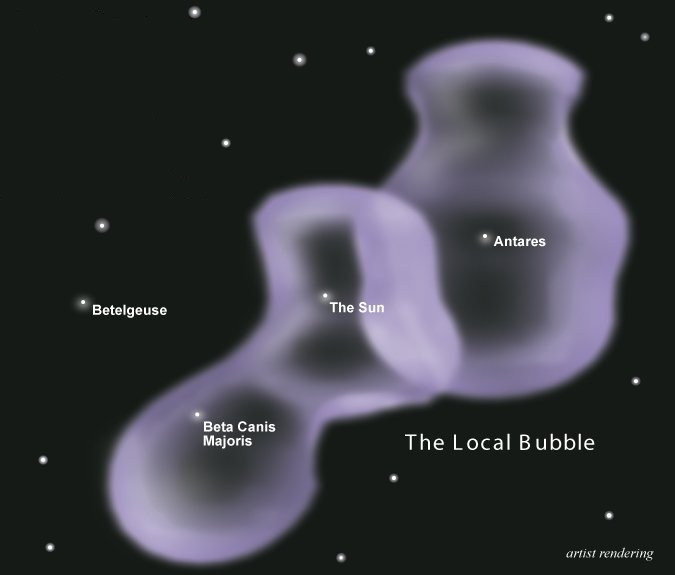
الفقاعة المحلية والتي تحوي على الشمس وونجم بيتا الكلب الأكبر

الفقاعة المحلية هي تجويف في الوسط بين النجمي ضمن ذراع الجبار في مجرة درب التبانة والتي تحوي السحابة البينجمية المحلية وسحابة جي. يبلغ مقعطها عن ما لايقل عن 300 سنة ضوئية' وكثافة الهيدروجين تصل إلى 0.05 لكل سنتيمتر مكعب أي حوالي عشر كثافة الهيدروجين في مجرة درب التبانة وواحد إلى ستة من الكثافة في السحابة البين نجمية المحلية. تبعث الغازات الحارة في الفقاعة المحلية الأشعة السينية.
نتجت الغازات الحارة في الفقاعة المحلية عن انفجار مستعر أعظم في الفترة مابين العشر أو العشرين مليون سنة الماضيى ة. يعتقد أن نجم التوأمان هو من بقايا انفجار المستعر الأعظم وهو نباض ضمن كوكبة التوأمان. حالياً يعتقد أن انفجارات لمستعر أعظم متعددحدثت في المحوعة B1 الثريا أزاحت المجموعة إلى وضعها الحالي.

## الوصف
سافرت المجموعة الشمسية خلال منطقة تحتل حاليا قسم من الفقاعة المحلية خلال الخمس أو العشر ملايين السنة الماضية.
وحاليا تتموضع المجموعة الشمسية في السحابة البين نجمية المحلية وهي منطقة ثانوية من الفقاعة ذات كثافة أعلى. نشأت السحابة نتيجة التقاء الفقاعة مع حلقة الفقاعة .
الفقاعة غير كروية وتبدو أقرب لشكل مستوي المجرة . أصبحت إلى حد ما على شكل بيضة أو قطع ناقص، ويمكن أن تتسع فوق وتحت مستوي المجرة، لتصبح على شكل زجاج الساعة.